# Caprica
Pour les articles homonymes, voir Caprica (homonymie).
Caprica est une série télévisée américaine de science-fiction en 18 épisodes de 42 minutes créée par Remi Aubuchon, David Eick et Ronald D. Moore et diffusée depuis le 22 janvier 2010 jusqu'au 30 novembre 2010 sur Space au Canada et jusqu'au 4 janvier 2011 sur Syfy aux États-Unis. Cette série, issue de la franchise Battlestar Galactica (réinvention), est décrite comme la première saga familiale de science-fiction à la télévision.
En France, elle est diffusée entre le 29 mai et le 24 juillet 2011 sur Syfy Universal, et au Québec depuis le 14 février 2012 sur Ztélé.

## Synopsis
Caprica s'est délibérément écartée de la série dont elle était dérivée pour des impératifs artistiques et commerciaux. Ronald D. Moore défendit résolument cette décision en expliquant qu'il ne s'agissait pas d'appliquer une recette (« …you don't try to repeat the formula »). De plus, si Battlestar Galactica avait été un succès critique, la série n'avait touché qu'un public principalement masculin et la chaîne de télévision était convaincue que le contexte de la guerre spatiale rebutait le public féminin. Pour ces raisons et parce que la version initiale de Caprica mettait en scène des événements précédant les guerres cylons, la série possède une personnalité qui lui est propre et a su trouver son ton, son contenu et son style. Caprica contient des éléments qui éclairent sans doute la compréhension de la série originale, mais se veut accessible à un public qui n'aurait jamais vu Battlestar Galactica.
La série a pour décor la planète fictive de Caprica, cinquante-huit ans avant les événements racontés dans Battlestar Galactica. Elle présente l'histoire de Caprica avant la rédaction et la ratification des « Articles de la Colonisation » destinés à unir les douze planètes et créer les Colonies Unies de Kobol. Le système stellaire est alors en paix et ses habitants vivent dans des sociétés qui ne sont pas tellement différentes des nôtres. Mais l'importance de la technologie et une avancée considérable en robotique permet de réaliser un vieux rêve : concilier intelligence artificielle et corps mécaniques à travers les premiers robots vivants, les cylons. Leur création entrainera la première guerre contre les cylons.

### Prémices
La série tourne autour de deux familles : les Adama et les Graystone. Joseph Adama est le père du futur commandant du Battlestar Galactica, William Adama. Cet avocat qui s'est illustré dans la défense des droits civiques devient un opposant aux expériences sur l'intelligence artificielle et les cylons. Ces derniers sont la création des Graystone, propriétaires d'une grande entreprise informatique. 
Mark Stern, le vice-président exécutif de Sci Fi Channel chargé de la programmation originale, avait annoncé que le script du pilote de deux heures se terminerait sur une explication de l'origine du terme « cylon » Le 20 septembre 2007, Bradley Thompson, scénariste et producteur de Battlestar Galactica, révéla que le script de Ronald D. Moore mettait en scène un personnage définissant le terme cylon comme suit : « A cybernetic life-form node, a Cylon. » (« un module de forme de vie cybernétique, un cylon. »)

## Fiche technique
- Version française réalisée par[8] :
  - Société de doublage : Nice Fellow
  - Direction artistique : Bruno Dubernat[9]
  - Adaptation des dialogues : Tim Stevens et Sabrina Boyer

 Source et légende : version française (VF) sur RS Doublage et DSD (Doublage Séries Database)

## Distribution

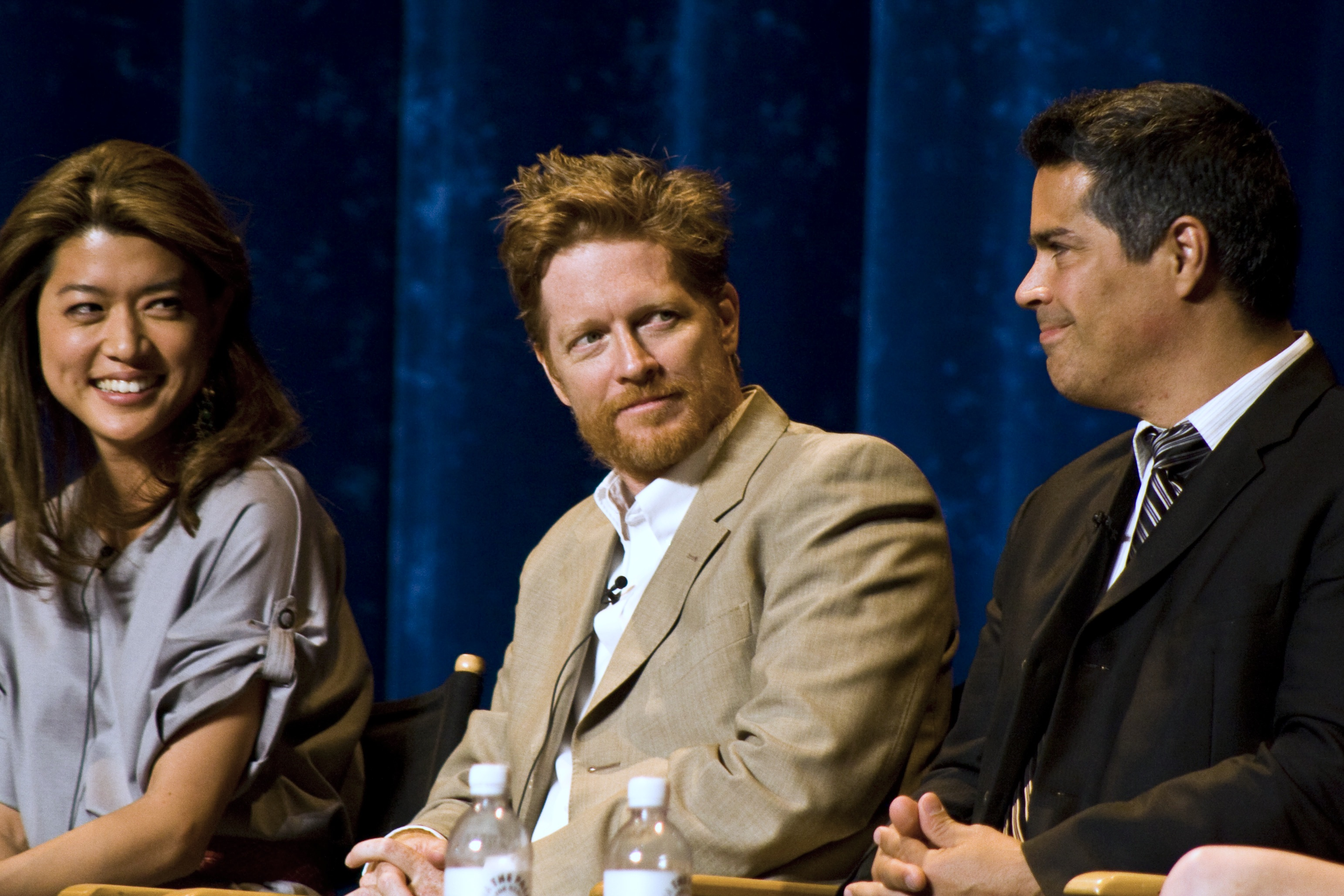
Grace Park, Eric Stoltz et Esai Morales (avril 2009).

### Personnages principaux
- Eric Stoltz (VF : Jean-François Vlérick) : Daniel Graystone
- Esai Morales (VF : Patrick Borg) : Joseph Adama
- Paula Malcomson (VF : Marjorie Frantz) : Amanda Graystone
- Polly Walker (VF : Juliette Degenne) : Sœur Clarice Willow
- Alessandra Torresani (VF : Caroline Pascal) : Zoe Graystone
- Magda Apanowicz (VF : Céline Ronté) : Lacy Rand
- Sasha Roiz (VF : Vincent Ropion) : Sam Adama
- Panou (en) (VF : Mohamed Sanou) : Olaf Willow

### Personnages secondaires
- Brian Markinson (VF : Serge Faliu) : Jordan Duram
- Sina Najafi (VF : Thomas Sagols) : William « Willy » Adama
- Avan Jogia (VF : Kelyan Blanc) : Ben Stark
- Jorge Montesi (VF : Philippe Dumond) : The Guatrau
- Hiro Kanagawa (VF : Stéphane Fourreau) : Cyrus Xander
- Genevieve Buechner (en) (VF : Alice Taurand) : Tamara Adama
- Anna Galvin : Shannon Adama
- Richard Harmon : Tad Thorean
- Alex Arsenault (VF : Nathanel Alimi) : Philomon
- John Pyper-Ferguson (VF : Éric Legrand) : Tomas Vergis
- Ryan Kennedy (VF : Stéphane Marais) : Odin Sinclair
- Katie Keating : Caston
- Veena Sood : Secrétaire à la Défense Joan Leyte
- Patton Oswalt (VF : Jérôme Wiggins) : Baxter Sarno[11]
- James Marsters (VF : Boris Rehlinger) : Barnabas Greeley[12]
- Zak Santiago (VF : Fabien Jacquelin) : Pann
- William B. Davis : Ministre de la Défense Val Chambers
- Christopher Heyerdahl (VF : Laurent Morteau) : Kevin Reikle
- Carmen Moore (VF : Nathalie Spitzer) : Fidelia Fazekas
- Teryl Rothery (VF : Dominique Lelong) : Evelyn
- Meg Tilly (VF : Catherine Desplaces) : la Mère
- Leah Gibson (en) (VF : Christine Bellier) : Emmanuelle
- Peter Wingfield (VF : Maurice Decoster) : Directeur Gara Singh

## Épisodes
La série a été fragmentée en deux parties, sans pour autant que chacune d'elles soit une saison. Les neuf premiers épisodes ont été diffusés entre le 22 janvier et le 26 mars 2010. La deuxième partie contenant neuf autres épisodes est diffusée à partir d'octobre 2010.
| # | Titres                                                           | Réalisateur     | Scénariste | Diffusion États-Unis et Canada | Diffusion en France sur Syfy Universal | Diffusion au Québec sur Ztélé |
| --- | ---------------------------------------------------------------- | --------------- | --- | ------------------------------ | -------------------------------------- | ----------------------------- |
| 0 | Pilote Pilot                                                     | Jeffrey Reiner  | Remi Aubuchon et Ronald D. Moore                                                                              | 22 janvier 2010 (Syfy)         | 29 mai 2011                            | 14 février 2012               |
| Quand un train est la cible d’une attaque terroriste dans la ville de Caprica, deux hommes, Daniel Graystone, riche informaticien et, Joseph Adama, un avocat, s’efforcent de faire face à la perte de leurs êtres chers dans l’attentat. Daniel n’accepte pas la perte de sa fille, Zoe, et Joseph, la perte de sa fille et sa femme, Tamara et Shannon. |                                                                  |                 | |                                |                                        |                               |
| 1 | France : Rebirth Canada : Renaissance Rebirth                    | Jonas Pate      | Mark Verheiden                                                                                                | 29 janvier 2010 (Syfy)         | 29 mai 2011                            | 21 février 2012               |
| Amanda découvre une part entière de la vie de sa fille qu’elle ignorait ce qui l’amène à faire une hypothèse surprenante et une déclaration publique controversée lors de la cérémonie commémorative pour les victimes de l’attentat. |                                                                  |                 | |                                |                                        |                               |
| 2 | Apprendre de ses erreurs Reins of a Waterfall                    | Ronald D. Moore | Michael Angeli                                                                                                | 5 février 2010 (Syfy)          | 5 juin 2011                            | 28 février 2012               |
| 3 | Danser sur les tombes Gravedancing                               | Michael Watkins | Histoire: Jane Espenson et Michael Angeli Mise en scène: Jane Espenson                                        | 19 février 2010 (Syfy)         | 5 juin 2011                            | 6 mars 2012                   |
| 4 | Il y a un autre ciel There Is Another Sky                        | Michael Nankin  | Kath Lingenfelter                                                                                             | 26 février 2010 (Syfy)         | 12 juin 2011                           | 13 mars 2012                  |
| Tamara essaie de quitter le monde virtuel et doit s'allier à un jeune joueur pour accomplir une mission périlleuse. Elle finit par prendre conscience de son état. Sur Caprica, Daniel Graystone affronte le conseil d'administration de son entreprise en présentant son prototype cylon.                                                                |                                                                  |                 | |                                |                                        |                               |
| 5 | Connais ton ennemi Know Thy Enemy                                | Michael Nankin  | Histoire : Patrick Massett et John Zinman et Matthew B. Roberts Mise en scène : Patrick Massett & John Zinman | 5 mars 2010 (Syfy)             | 12 juin 2011                           | 20 mars 2012                  |
| 6 | Quand la mémoire nous joue des tours The Imperfections of Memory | Wayne Rose      | Matthew B. Roberts                                                                                            | 12 mars 2010 (Syfy)            | 19 juin 2011                           | 27 mars 2012                  |
| 7 | Âmes perdues Ghosts in the Machine                               | Wayne Rose      | Michael Taylor (en)                                                                                           | 19 mars 2010 (Syfy)            | 19 juin 2011                           | 3 avril 2012                  |
| 8 | Le Fond de l’abîme End of the Line                               | Roxann Dawson   | Michael Taylor                                                                                                | 26 mars 2010 (Syfy)            | 26 juin 2011                           | 10 avril 2012                 |
| 9 | Paradis virtuel Unvanquished                                     | Eric Stoltz     | Ryan Mottesheard                                                                                              | 5 octobre 2010 (Syfy)          | 26 juin 2011                           | 17 avril 2012                 |
| 10 | Représailles Retribution                                         | Jonas Pate      | Patrick Massett et John Zinman                                                                                | 12 octobre 2010 (Syfy)         | 3 juillet 2011                         | 24 avril 2012                 |
| 11 | Le Sang coule Things We Lock Away                                | Tim Hunter      | Drew Z. Greenberg                                                                                             | 19 octobre 2010 (Syfy)         | 3 juillet 2011                         | 1er mai 2012                  |
| 12 | Le Début et la fin False Labor                                   | John Dahl       | Michael Taylor                                                                                                | 26 octobre 2010 (Syfy)         | 10 juillet 2011                        | 8 mai 2012                    |
| 13 | Effet boomerang Blowback                                         | Omar Madha      | Kevin Murphy (en)                                                                                             | 2 novembre 2010 (Space)        | 10 juillet 2011                        | 15 mai 2012                   |
| 14 | La Marque de passage The Dirteaters                              | John Dahl       | Matthew B. Roberts                                                                                            | 9 novembre 2010 (Space)        | 17 juillet 2011                        | 22 mai 2012                   |
| 15 | Naissance des paradis The Heavens Will Rise                      | Michael Nankin  | Michael Taylor                                                                                                | 16 novembre 2010 (Space)       | 17 juillet 2011                        | 29 mai 2012                   |
| 16 | Sort funeste Here Be Dragons                                     | Michael Nankin  | Patrick Massett et John Zinman                                                                                | 23 novembre 2010 (Space)       | 24 juillet 2011                        | 5 juin 2012                   |
| 17 | L'Apothéose Apotheosis                                           | Jonas Pate      | Kevin Murphy et Jane Espenson                                                                                 | 30 novembre 2010 (Space)       | 24 juillet 2011                        | 12 juin 2012                  |

## Commentaires

### Attribution des rôles
Eric Stoltz reçut le script sur le tournage d'un film et le laissa dans sa chambre d'hôtel durant quelques jours sans le lire. Quand une femme de ménage le déroba pour un amateur de Battlestar Galactica, Stoltz mesura l'ampleur de l'intérêt des fans pour la nouvelle série et regretta de ne pas l'avoir lu. À l'origine, Paula Malcomson aurait préféré le rôle de Sœur Clarice ; mais Jeffrey Reiner pensait qu'elle ferait une excellente Amanda Graystone et il finit par la persuader d'abandonner sa réticence initiale. Le 28 avril 2009, le rôle de Sasha Roiz fut ajouté à la distribution principale.

### Développement
Après un cycle de pré-développement, la chaîne Sci Fi a annoncé que Caprica prendrait la forme d'une télésuite de deux heures pouvant servir par la suite d'épisode pilote déguisé d'une série télévisée, soumise à l'audience,. NBC Universal Television Studio développera la série en collaboration avec les producteurs exécutifs de Battlestar Galactica, Ronald D. Moore et David Eick, ainsi que le scénariste de la série 24 heures chrono, Remi Aubuchon, qui écrira le pilote et sera le producteur au quotidien de la série.
Selon les déclarations de Moore dans le livre Compagnon de la saison 3 [de Battlestar Galactica], la série préquelle Caprica aura un format fortement orienté sur les arcs narratifs, comme son prédécesseur ; c'est l'une des principales raisons pour lesquelles le réseau est réticent à en tirer une série directement : ce type de séries a des difficultés notoires à attirer de nouveaux téléspectateurs, à l'inverse des séries composées d'épisodes stand-alone. Cela avait déjà provoqué une certaine friction entre Moore et la chaîne Sci Fi, puisque les deux premières saisons de Battlestar Galactica utilisaient énormément les arcs narratifs, avec une attention particulière à la continuité, mais ne parvenaient pas à atteindre l'audience souhaitée par Sci Fi. Celle-ci poussa Moore à revoir quelques scripts de la troisième saison, qui fut finalement composée d'un grand nombre de stand-alone. Ce changement fit davantage de mal que de bien aux audiences, puisqu'il en résulta des critiques négatives à la fois des fans et des critiques du genre. Moore révéla dans le podcast de l'épisode final de la troisième saison que le réseau avait finalement admis à contrecœur que le format d'épisodes stand-alone ne fonctionne tout simplement pas avec l'histoire qui est mise en place.

## Réception et annulation
La série diffusée aux États-Unis obtient en général une audience modeste, avec un pic à 1,6 million de téléspectateurs pour l'épisode final de mi-saison. La saison « 1.5 » a débuté avec des audiences encore plus faibles, descendant sous la barre des 900 000 spectateurs par épisode,,,,. Au regard de ces audiences faibles, Syfy annule la série le 27 octobre 2010, et retire de la grille des programmes les cinq derniers épisodes programmés. Ces derniers épisodes devraient cependant être diffusés lors du premier trimestre 2011 aux États-Unis. La chaine canadienne Space choisit cependant de les diffuser dans la continuité dès le 2 novembre. Quelques mois plus tard, Syfy arrête également la série Stargate Universe, ne la renouvelant pas pour une troisième saison.
Peu après l'annonce de l'annulation, des regroupements de fans lancent depuis Internet (utilisant Facebook et Twitter) plusieurs actions visant à faire fléchir Syfy ou à manifester leur mécontentement : une Apple Campaign (la pomme, référence au fruit défendu, est un symbole de la série, largement utilisé dans sa promotion) qui rappelle l'effort similaire des fans de Jericho en 2007, une campagne-vidéo (I'm a Lil cylon), plusieurs pétitions (dont une a dépassé 10 000 signatures), un appel à commander en masse les DVD de la série, et, au contraire, une incitation à boycotter la chaine,. Si ces divers projets permettent à la série de se poursuivre virtuellement, à travers des fan fictions entre autres, ils ne changent pas la décision de Syfy, définitive.
Les fans désirant la reprise de la série mettent notamment en avant sa réception critique, souvent favorable. John Latchem du Home Media Magazine écrit que Caprica contient « toutes les connotations sombres et la richesse de caractère que les fans attendent de Galactica » ; « la série [évoque] par certains côtés Bienvenue à Gattaca (Gattaca), dans sa description d'un futur proche potentiel, tout en ressemblant par d'autres côtés aux films Matrix et Terminator qui font le lien avec les évènements [de BSG] »,. Brian Ford Sullivan du Futon Critic décrit les quinze premières minutes de l'épisode pilote comme « un mélange étrange d'angoisse adolescente, d'hédonisme et de réalité virtuelle... Une fois établi, le monde de Caprica présente le potentiel d'être tout autant fascinant, intéressant et complexe que celui de sa « suite » - si l'on excepte bien sûr les [batailles spatiales]. En tout juste 92 minutes, [le pilote] parvient à mettre en place un ensemble dense, mais pas écrasant, d'intrigues diverses »,.

## Récompense
- VES Award 2011 : Meilleurs effets visuels pour Mike Gibson, Gary Hutzel, David R. Morton et Jesse Toves[32].

## Vidéo
- La série est sortie en coffret 6 DVD le 25 octobre 2011 chez Universal Pictures Video. L'audio est en français et anglais 5.1 avec sous-titres français et anglais. Le ratio image est en 1.78.1 panoramique 16/9 compatible 4/3. En supplément des scènes coupées, des commentaires audio et des vidéoblogs [33].
- La version Blu-ray est aussi disponible en coffret 5 Blu-ray, avec de nombreux autres bonus spécialement créés pour cette édition [34].

### Citations originales
1. ↑  « all the same dark overtones and richness of character that fans have come to expect from Galactica. [...] a feeling similar to Gattaca in its depiction of a potential near future, while infusing elements of the Matrix and Terminator movies to set up a bridge to the events viewers know will unfold ».
2. ↑  « A weird mix of teen angst, hedonism and virtual reality ... once established, the world of Caprica has the potential to be just as compelling, interesting and multi faceted as its "sequel" – minus of course the cool stuff blowing up in space. In just 92 minutes, Caprica manages to dish out a surprisingly dense, but not too overwhelming, array of plot threads ».